# 烏阿利哈諾夫區
53°38′22″N 72°20′38″E / 53.63944°N 72.34389°E

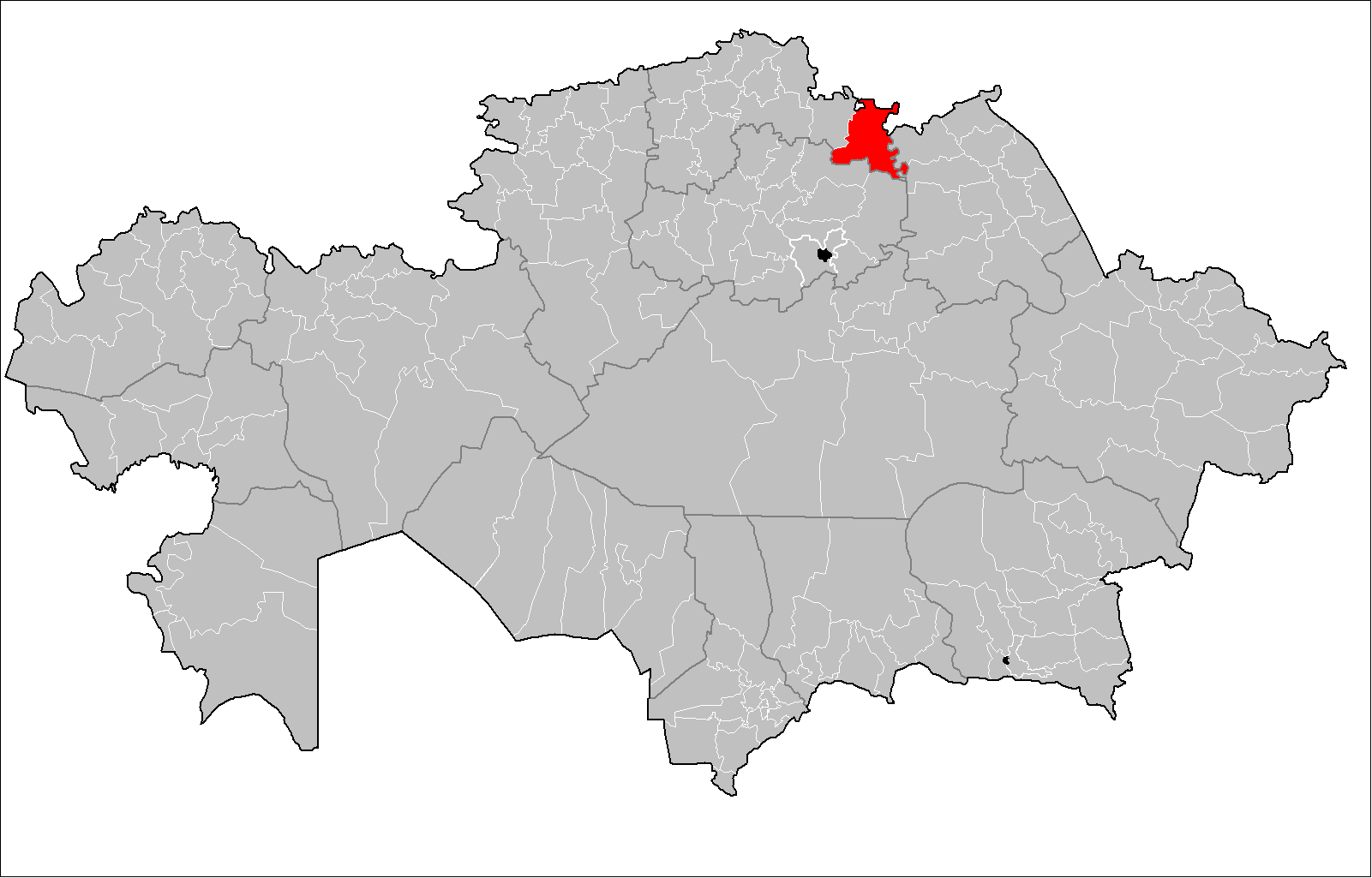

烏阿利哈諾夫區是哈薩克斯坦的行政區，位於該國北部，由北哈薩克斯坦州負責管轄，首府設於基什克涅科爾，始建於1928年，面積12,877平方公里，2019年人口16,293。